# کشتار جشنواره موسیقی رعیم
۷ اکتبر ۲۰۲۳ و در طول حمله حماس به اسرائیل، نیروهای حماس که از نوار غزه به داخل اسرائیل نفوذ کرده بودند، به غیرنظامیان در یک جشنواره موسیقی در نزدیکی کیبوتص رعیم حمله کردند. حداقل ۳۶۴ غیرنظامی کشته و تعداد زیادی زخمی شدند. افراد مسلح ۴۰ نفر را گروگان گرفتند و مکان گروگان‌ها به‌طور عمومی مشخص نشده است.این بزرگ‌ترین کشتار جمعی غیرنظامیان در شهرهای نزدیک به نوار غزه در تاریخ اسرائیل بود.
یکی از حاضران جشنواره اعلام کرد که پس از قطع برق، یک گروه شامل تقریباً ۵۰ تن از تیراندازان حماس با ون‌ها آمده و با تیراندازی در همه جهات هرج و مرج ایجاد کردند. برخی از اعضای حماس که به جشنواره حمله کرده بودند از طریق پاراگلایدرهای موتوری وارد اسرائیل شدند و حدود ساعت ۶:۳۰ صبح، نزدیک طلوع خورشید به محل حمله رسیدند.
حاضران در جشنواره با ترس و وحشت سعی در فرار کردن داشتند. در این هنگام جیپ‌های پر از تیراندازان شروع به تیراندازی به سمت خودروهای فراری کردند. تیراندازان همچنین جاده‌ها را مسدود کردند. به طوری که مکان‌های کمی برای پناه گرفتن حضار باقی مانده بود. بسیاری از آن‌ها که در میان درختان مخفی شده بودند، توسط نیروهای حماس به قتل رسیدند. اما دیگرانی که در بوته‌ها و باغ‌ها پنهان شده بودند موفق به فرار شدند. این کشتار در میان آژیر موشکی اتفاق افتاد، که اخطاری برای حمله موشکی به اسرائیل بود. تصاویر دوربین‌های پهپادی مستقل تأیید شده، ده‌ها خودروی سوخته را نشان می‌داد. تصاویر حمله که در یک کانال تلگرام منتشر شده بود شامل تصاویر واقعی از قتل و گروگان‌گیری می‌شد.
نیروهای حماس ۴۰ نفر از حاضران جشنواره را گروگان گرفتند؛ ویدئوهای منتشرشده در رسانه‌های اجتماعی نمایانگر گرفتار شدن آن‌ها بودند. گروگان‌ها به غزه منتقل شدند، جایی که برخی از آن‌ها در ویدئوهای تبلیغاتی حماس حضور یافتند.
در میان ناپدید شدگان، یک شهروند ۲۶ ساله بریتانیایی به نام جیک مارلو است که به عنوان نگهبان در مراسم موسیقی کار می‌کرد، و یک گردشگر آلمانی به نام شانی لوک، که مادرش معتقد است او را ربوده‌اند. دوستان و اقوام زن چینی-اسرائیلی ۲۵ ساله متولد پکن به نام نوآ ارگامانی هم می‌گویند که او در این جشنواره گروگان گرفته شده است. والدین هرش گلبرگ پولین ۲۳ ساله، شهروند آمریکایی-اسرائیلی، نیز به دنبال پسرشان هستند که پس از برگزاری جشن تولدش، به جشنواره رفته است.
نیروهای حماس در طول کشتار به زنانی که در جشنواره شرکت کرده بودند تجاوز کردند. بر اساس شهادت نجات یافتگان، نیروهای حماس به‌طور گروهی به زنی جوان تجاوز کردند و سپس او را به قتل رساندند. مجله آنلاین تبلت با انتشار روایتی به نقل از یک شاهد عینی، از تجاوز جنسی شبه‌نظامیان حماس به تعدادی از زنان شرکت‌کننده در این جشنواره گزارش کرده است. بر اساس این گزارش برخی زنان همان‌جا در کنار بدن‌های دوستانشان و جنازه‌ها مورد تجاوز قرار گرفتند. چندین نفر از این قربانیان پس از تجاوز کشته شده و برخی دیگر نیز به غزه برده شدند. تصاویری هم در فضای مجازی منتشر شده که نشان می‌دهد برخی از آن‌ها را در حالی که خون از میان پاهایشان می‌چکد، در شهر می‌چرخانند. با این حال روزنامه لیبراسیون فرانسه اعلام کرد که ارزیابی تقریباً نهایی تأیید می‌کند که بسیاری از خشونت‌های ادعایی که با عجله و در بالاترین سطح برای جلب حمایت بین‌المللی منتشر می‌شد، هرگز رخ نداده است.

## تلفات
گروه واکنش اضطراری داوطلبانه زاکا در اسرائیل گزارش داد که حداقل ۲۶۰ جسد از محل جشن جمع‌آوری کرده است. انتظار می‌رفت که شمار قربانیان افزایش یابد، زیرا سازمان‌های امدادی دیگر نیز به صحنه اعزام شده بودند. آمار نهایی اعلام‌شده توسط پلیس در تاریخ ۱۷ نوامبر شامل ۳۶۴ کشته، از جمله ۱۷ افسر پلیس، و ۴۰ نفر ربوده‌شده بود.

## تحقیقات

### برنامه‌ریزی قبلی حماس
هاآرتس در ۱۸ نوامبر ۲۰۲۳ گزارش داد حماس اطلاع قبلی از این فستیوال نداشته و در لحظه تصمیم به شروع کشتار گرفته است. این گزارش اضافه می‌کند که حماس احتمالاً پس از اطلاع از حضور جمعیت در این منطقه از طریق پهپاد یا چتربازانش، نیروهای خود را به سمت آن‌ها گسیل داده.

### اتهام آتش خودی
به گزارش جاش برینر، روزنامه‌نگار هاآرتس، یک منبع پلیس گفت که تحقیقات پلیس نشان می‌دهد که یک هلیکوپتر ارتش اسرائیل که به شبه نظامیان حماس شلیک کرده بود «ظاهراً برخی از شرکت کنندگان جشنواره» را در قتل‌عام جشنواره موسیقی رعیم هدف قرار داده است. پلیس اسرائیل گزارش هاآرتس را تکذیب کرد و گفت که هیچ مدرکی مبنی بر اینکه غیرنظامیان از فعالیت‌های هوایی آسیب دیده باشند نیافته است. بیانیه پلیس اسرائیل می‌گفت که تحقیقات آنها متمرکز بر فعالیت پلیس و نه ارتش بوده، و بنابراین نشانی از آسیب ناشی از ارتش به غیرنظامیان ارائه نمی‌کرده است.
در سپتامبر ۲۰۲۴ ای‌بی‌سی نیوز استرالیا مقاله ۷ ژوئیه یانیو کوبوویچ در هاآرتس را که می‌گفت «ظاهراً» پروتکل هانیبال اعمال شده است، و خدمه هوایی «هراسان» به وسایل نقیله حامل گروگان‌ها آتش گشودند را مورد پیگیری قرار داد. ای‌بی‌سی نیوز از ارتش اسرائیل در خصوص این مسئله پرس و جو کرد، اما ارتش پاسخی به سوالات ای‌بی‌سی نیوز نداد و گفت «پرسش‌های از این نوع در مرحله‌های بعد مورد بررسی قرار می‌گیرد.»
در پی این حمله، ویدئویی بسیار پخش شد که ظاهراً شلیک یک بالگرد ارتش اسرائیل به غیرنظامیان در جریان جشنواره رعیم نشان می‌داد. اما بنا بر گزارش فرانس ۲۴ این ویدئو در واقع بخشی از مجموعه ویدئوهای نشان دهنده حملات اسرائیل به نوار غزه در ۹ اکتبر بود.

### اظهارات فلسطینی‌ها
حماس در ابتدا وقوع کشتار و قتل غیرنظامیان را انکار کرد. این گروه بعداً ادعا کرد که نیروهای تحت فرماندهی حماس هرگز غیرنظامیان را هدف قرار نداده‌اند، اما ممکن است این کشتار توسط گروه‌های مستقل از غیرنظامیان غزه، پس از آنکه حماس نیروهای اسرائیلی را در منطقه شکست داده بود، انجام گرفته باشد.
در ۱۹ نوامبر، تشکیلات خودگردان فلسطین (PA) در بیانیه‌ای که به وزارتخانه‌های خارجه کشورهای مختلف و سازمان ملل ارسال شد، انکار کرد که حماس مسئول این کشتار باشد. این تشکیلات ادعا کرد که هلیکوپترهای اسرائیلی پس از فعال شدن دستورالعمل هانیبال غیرنظامیان را بمباران کردند، هرچند اسرائیل مدعی است که این دستورالعمل در سال ۲۰۱۶ لغو شده است. سخنگوی شورای امنیت ملی ایالات متحده اظهار داشت که PA بعداً گفت این موضع رسمی آنها نبوده است.